# دحول المطار
دحول المطار عبارة عن مجموعة من الدحول تقع جنوب الصمان في السعودية.